# Rotta artica

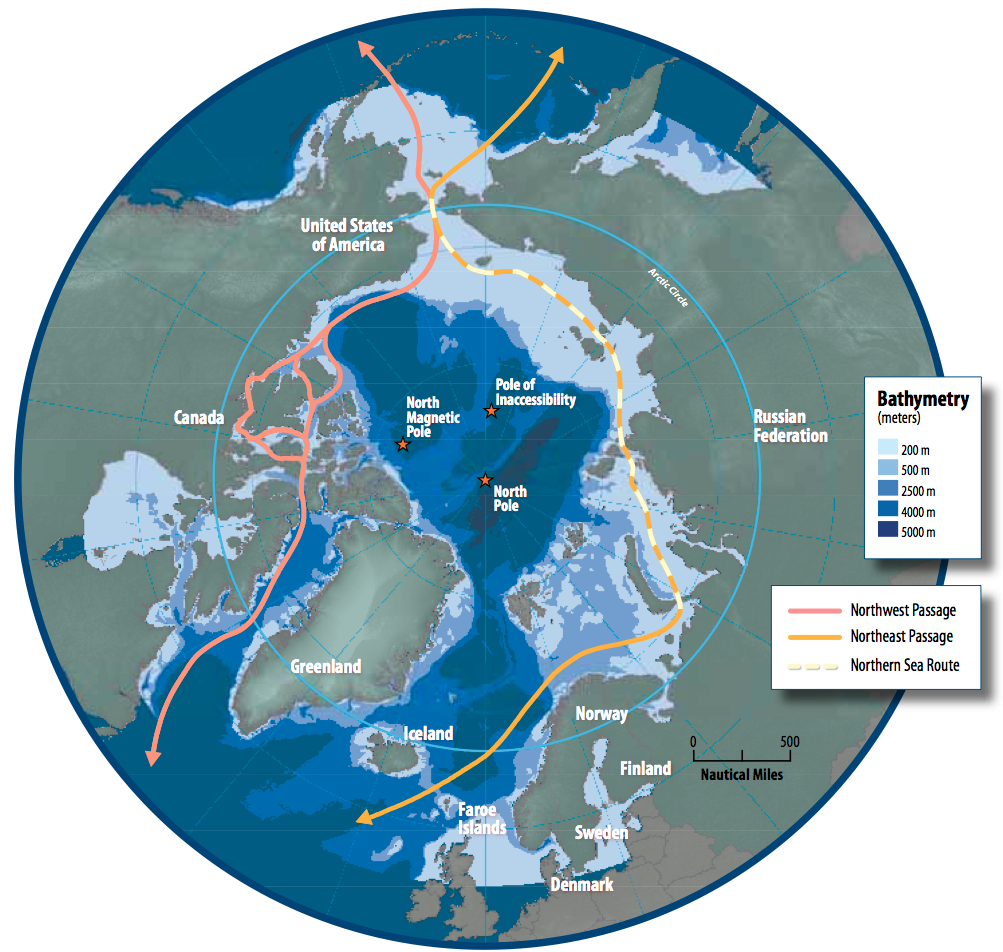
Carta della regione artica che mostra la rotta artica, nel contesto del passaggio a nord-est, e del passaggio a nord-ovest

La rotta artica (in russo Се́верный морско́й путь?, Severnyy morskoy put; detta anche rotta artica russa o rotta marittima artica; già detta: rotta artica marittima sovietica) è una tratta marittima commerciale definita ufficialmente dalla legislazione russa come una rotta a est della Novaja Zemlja e che scorre lungo la costa artica russa dal Mare di Kara, lungo la Siberia, fino allo stretto di Bering.

## Descrizione
L'intera rotta si trova in acque artiche dentro la zona economica esclusiva russa. Alcune tratte sono libere dal ghiaccio per soli due mesi all'anno. La parte tra Capo Nord e lo stretto di Bering viene chiamata passaggio a nord-est, analogamente alla rotta sul lato canadese che è nota come passaggio a nord-ovest.
Lo scioglimento dei ghiacci sta incrementando il traffico del tratto e la viabilità commerciale della rotta Uno studio ipotizza che si verificheranno: "notevoli cambiamenti nei flussi commerciali tra l'Asia e l'Europa, la differenza degli scambi all'interno dell'Europa, il pesante traffico marittimo nell'Artico e un sostanziale calo del traffico di Suez. I cambiamenti previsti nel commercio implicano anche forti pressioni su un ecosistema artico già minacciato.". Inoltre, a seguito della lunga serie di attacchi dei Houti ai convogli occidentali nello stretto di Bab el-Mandeb, iniziati a partire dal 2023, la rotta artica ha attirato sempre più l'attenzione degli armatori europei ed asiatici, perché permetterebbe di ridurre il percorso Europa-Asia a 8.000 miglia, contro le 13.000 della tratta passante per il Canale di Suez.
L'impianto di Yamal Lng per il gas liquefatto vede per la prima volta anche l'interesse della Cina in collaborazione con la Russia su questa rotta.